# Cheumatopsyche delamarei
Cheumatopsyche delamarei är en nattsländeart som först beskrevs av Jacquemart 1965.  Cheumatopsyche delamarei ingår i släktet Cheumatopsyche och familjen ryssjenattsländor. Inga underarter finns listade i Catalogue of Life.